# Soini Palasto
Soini Otso Olavi Palasto (till 1934 Planström), född 17 juni 1912 i Helsingfors, död där 28 mars 2002, var en finländsk ambassadör. Han var far till Marjatta Palasto.
Palasto, som var son till handlaren Karl Gustaf Palasto och Alina Sandström, blev student 1930, avlade högre rättsexamen 1937 och blev juris kandidat 1948. Han var attaché vid utrikesministeriet 1938, i Stockholm 1939–1940, byråsekreterare vid utrikesministeriet 1942–1943 och 1946–1948, legationssekreterare i Bukarest 1943–1945, i Prag och Wien 1949–1950, även Budapest 1950, Haag 1950–1953, chef för politiska byrån vid utrikesministeriet 1953–1955, biträdande avdelningschef 1955–1958, konsult, tjänsteman 1958–1959, chef för rättsavdelningen 1959–1961, ambassadör i Buenos Aires 1961–1966, i Kairo jämte Beirut 1966–1969, i disponibilitet 1969–1972 och slutligen i Sofia 1972–1979. Han blev generalkonsul 1958.